# Chile en los Juegos Olímpicos de Cortina d'Ampezzo 1956
Chile estuvo representado en los Juegos Olímpicos de Cortina d'Ampezzo 1956 por un total de 3 atletas (masculinos) que compitieron en esquí alpino.
El equipo olímpico chileno no obtuvo ninguna medalla en estos Juegos.

## Esquí alpino
Masculino
| Atleta            | Evento          | 1ª manga           | 2ª manga   | Total     | Total     |
| Atleta            | Evento          | Tiempo             | Tiempo     | Tiempo    | Posición  |
| ----------------- | --------------- | ------------------ | ---------- | --------- | --------- |
| Arturo Hammersley | Eslalon         | 2:30,7             | 2:32,2     | 5:02,9    | 51        |
| Arturo Hammersley | Eslalon gigante | —                  | —          | 4:20,4    | 79        |
| Sergio Navarrete  | Eslalon         | Tiempo desconocido | No terminó | No avanzó | No avanzó |
| Sergio Navarrete  | Eslalon gigante | —                  | —          | 4:20,3    | 78        |
| Vicente Vera      | Descenso        | —                  | —          | 4:25,4    | 41        |
| Vicente Vera      | Eslalon         | 2:07,8             | 2:39,9     | 4:47,7    | 44        |
| Vicente Vera      | Eslalon gigante | —                  | —          | 4:10,6    | 72        |